# Distrito Escolar Unificado de Scottsdale
El Distrito Escolar Unificado de Scottsdale (Scottsdale Unified School District, SUSD) es un distrito escolar de Arizona. Tiene su sede en Scottsdale. El distrito tiene 32 escuelas, más de 3.000 empleados (incluyendo aproximadamente 1.700 maestros/profesores), y aproximadamente 26 000 estudiantes. SUSD, con una área de 112 millas cuadradas, sirve la mayor parte de la ciudad de Scottsdale, la mayor parte del pueblo de Paradise Valley, una parte de Phoenix, y una parte de Tempe.